# マリウス・ローデ
マリウス・ローデ（Marius Lode, 1993年3月11日 - ）は、ノルウェー・ローガラン県クヴァナランド出身のサッカー選手。ポジションはDF。

## クラブ経歴
2012年にブリンFKと契約。4月のアデコリーガエン (2部リーグ)のストレーメンIF戦でプロデビュー。以降先発に定着し、プロ1年目の同年シーズンは2部リーグながら28試合に出場。2016年シーズンまで同チームの主力選手として活躍。
2017年にFKボデ/グリムトに移籍。同年シーズン2部リーグデビュー優勝し、エリテセリエン (1部)復帰に貢献。更に2020年、2021年シーズンとエリテセリエン2連覇を達成した。
2022年1月14日、シャルケ04と2年半の契約を締結したことが発表された。同年8月16日、双方の合意のもとでの契約解除が発表された。
2022年8月31日、ボデ/グリムトに復帰した。

## 代表経歴
2021年3月にノルウェー代表初招集。同月24日の2022 FIFAワールドカップ・ヨーロッパ予選のジブラルタル戦で代表デビューを果たした。